# Rhyothemis apicalis
Rhyothemis apicalis är en trollsländeart som beskrevs av Selys 1889. Rhyothemis apicalis ingår i släktet Rhyothemis och familjen segeltrollsländor. IUCN kategoriserar arten globalt som livskraftig. Inga underarter finns listade i Catalogue of Life.